# Frank Öhman
Frank Gustaf Harald Öhman, född 7 juli 1913 i Malmö Sankt Petri församling, Malmö, död 8 juni 2000 i Danderyds församling, Stockholms län
, var en svensk jurist.
Frank Öhman blev jur.kand. 1935. Efter tingstjänstgöring blev han fiskal i Hovrätten över Skåne och Blekinge 1939 och assessor i Malmö rådhusrätt 1948. Han tjänstgjorde i Handelsdepartementet och i Statsrådsberedningen 1945–1948 och var expeditionschef i Handelsdepartementet 1949–1951 samt chef för rättsavdelningen i Finansdepartementet 1951–1955. Han var regeringsråd 1955–1956. Därutöver var Öhman ordförande i Näringsfrihetsrådet 1957–1970, tjänstgjorde som ledamot i lagrådet 1971–1975 samt arbetade med olika utredningar i Handels- och Justitiedepartementet 1975–1982. Han var ordförande i Trafikskadenämnden 1957–1980.

## Utmärkelser
- Kommendör med stora korset av Nordstjärneorden, 4 juni 1965.[2]